# Sclerophrys kisoloensis
Sclerophrys kisoloensis – gatunek płaza bezogonowego z rodziny ropuchowatych (Bufonidae).

## Taksonomia
Takson ten opisał w 1932 roku Arthur Loveridge, nadając mu nazwę Bufo regularis kisoloensis, czyli uznając za podgatunek ropuchy panterowatej. Do rangi gatunku podniósł go Laurent w 1952 roku. W 2006 roku Frost i inni przenieśli gatunek do rodzaju Amietophrynus. Ohler i Dubois w 2016 roku wykazali, że nazwa Amietophrynus jest młodszym synonimem nazwy Sclerophrys.

## Występowanie
Zwierzę to można napotkać w kilku różnych oddalonych od siebie miejscach w Afryce Subsaharyjskiej. Zamieszkuje ono środkową i zachodnią Kenię, a także wschodnią Ugandę. Osobna populacja występuje też na zachodzie, a także na południowym zachodzie tego drugiego kraju i przyległych terenach Demokratycznej Republiki Konga i Rwandy. Obecności płaza w Burundi nie potwierdzono. Występuje zaś on na niewielkich ograniczonych obszarach zachodniej Tanzanii, północnego Malawi oraz północnej Zambii.
Gatunek bytuje na wysokościach bezwzględnych od 1500 m nad poziomem morza do dwa razy wyższej. Zasiedla jedynie pierwotne tropikalne wilgotne lasy górskie

## Rozmnażanie
Rozród ma miejsce w naturalnych zbiornikach wody stojącej i wolno płynących strumieniach.

## Status
W Czerwonej księdze gatunków zagrożonych IUCN płaz ten od 2004 roku klasyfikowany jest jako gatunek najmniejszej troski (LC, ang. Least Concern).
IUCN określa gatunek jako pospolity w Kibale Forest. Nie można jednak powiedzieć tego o większości jego zasięgu występowania.
Lokalne zagrożenia dla niego stanowią zbiórka drewna i rozwój rolnictwa.